# 拜占庭主義
拜占庭主義是指拜占庭帝國的政治制度和文化，其精神繼承者包括巴爾幹半島東正教國家，特別是希臘和保加利亞，以及相對較弱的塞爾維亞，部分包括一些東歐的東正教國家如白俄羅斯、喬治亞、俄羅斯和烏克蘭。「拜占庭主義」這個概念出現在19世紀。